# Ahmed Al-Tarabulsi
Ahmed Al-Tarabulsi (àrab: أحمد الطرابلسي)  (Beirut, 22 de març de 1947) és un exfutbolista kuwaitià de la dècada de 1970, nascut al Líban.
Fou internacional amb la selecció de futbol de Kuwait amb la qual participà a la Copa del Món de futbol de 1982.
Pel que fa a clubs, destacà a Qadsia SC i Kuwait SC.